# 野鸢尾
野鸢尾（学名：Iris dichotoma），为鸢尾科鸢尾属下的一个植物种。